# Вернувшиеся
«Вернувшиеся» (фр. Les revenants) — французская фэнтезийная драма, поставленная в 2004 году режиссёром Робеном Кампийо. Лента стала первой полнометражной постановкой режиссёра в кино. Фильм был адаптирован как сериал для телевидения, первый сезон которого был показан на «Canal+» в 2012 году.

## Сюжет
Жизнь в небольшом французском городке кардинально меняется после того, как тысячи недавно умерших вдруг возвращаются из могил к своим родным и на рабочие места. Они целы и невредимы и полностью излечились от болезней и недугов, ставших причиной их смертей. Мёртвые неагрессивные, немного заторможены, температура тела у них на пять градусов ниже нормы и они всё время говорят о своей прошлой жизни и ведут себя как люди. И ещё они всё время чего-то ждут и стремятся куда-то пойти, а живой части человечества нужно найти решение этой проблемы. Вскоре мертвецы всё же идут в канализацию, которая якобы ведёт в какие-то подземные катакомбы.

## В ролях
- Жеральдин Пелас — Рашель
- Жонатан Заккаи — Матьё
- Фредерик Пьеро — Гарде
- Катрин Сами — Марта